# Renaud (Laval)
Pour les articles homonymes, voir Renaud (homonymie).
Renaud est une ancienne municipalité du Québec située sur l'île Jésus. Elle s'appelait à l'origine: municipalité de paroisse de Saint-Martin.

## Historique
Le 1er juillet 1855 est constituée la municipalité de paroisse de Saint-Martin. Son premier maire est André-Benjamin Papineau. 

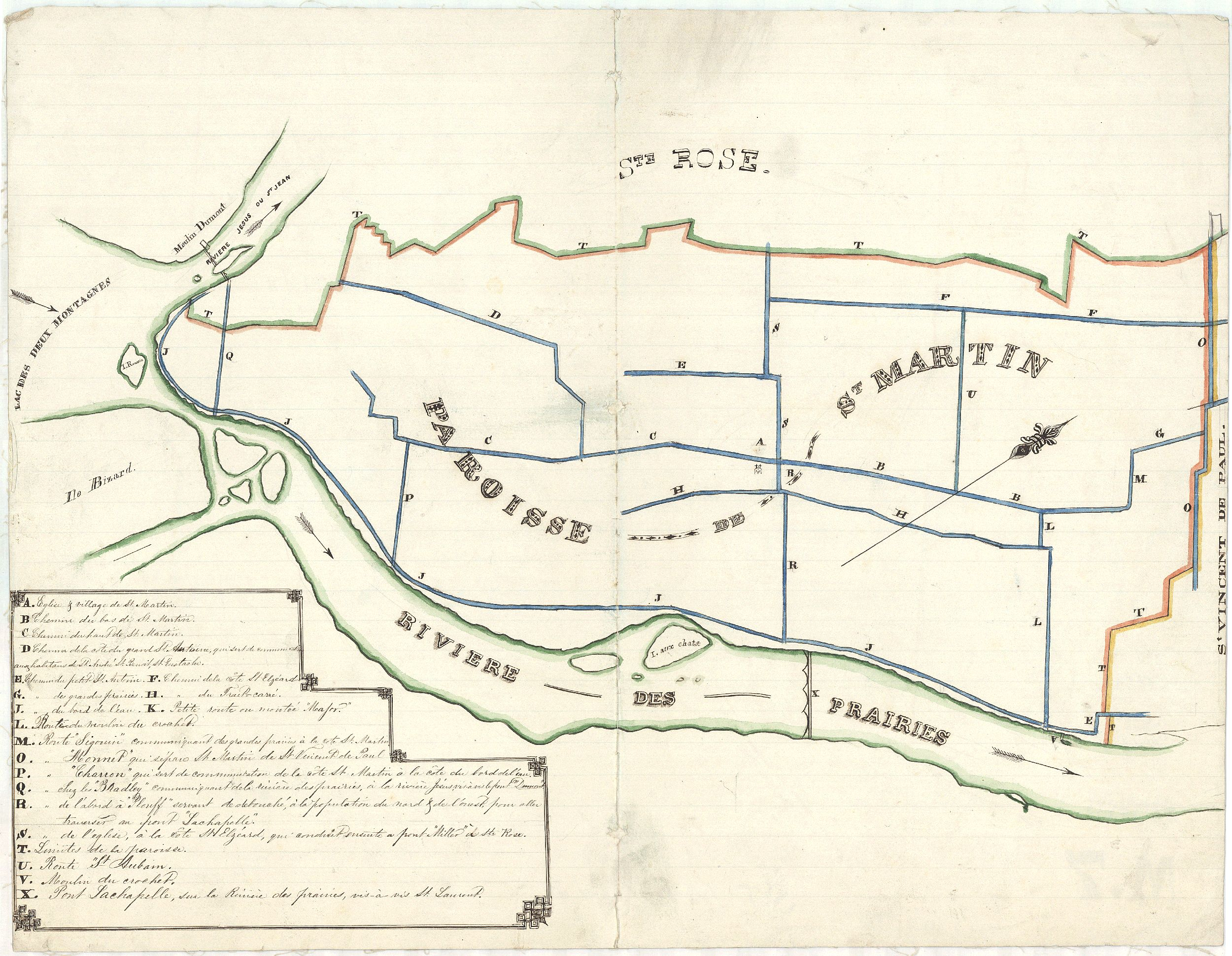
Plan de la paroisse de Saint-Martin
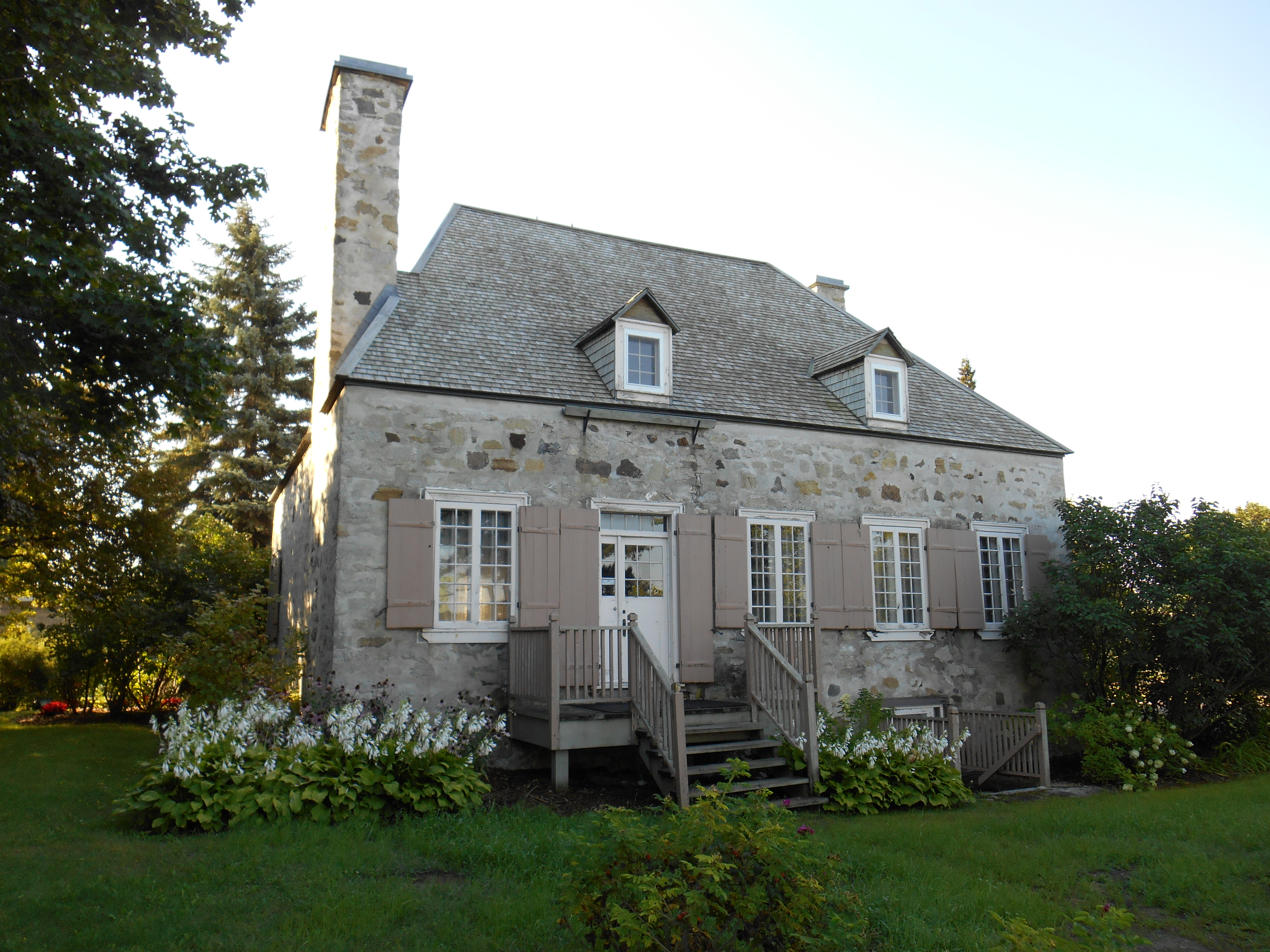
Maison André-Benjamin-Papineau

Le 9 août 1869 est constituée la municipalité de Sainte-Dorothée par détachement de celle de la paroisse Saint-Martin.
Le 3 avril 1912 est constituée la municipalité de la ville de Laval-des-Rapides par détachement de celles de Saint-Vincent-de-Paul et Saint-Martin.
Le 26 novembre 1915 est constituée la municipalité de L'Abord-à-Plouffe par détachement de celles des paroisses Sainte-Dorothée et Saint-Martin.
En 1916 est constituée de la municipalité de Pont-Viau par détachement de celles de Laval-des-Rapides, Saint-Vincent-de-Paul et Saint-Martin.
En 1923, Saint-Martin compte 2 225 âmes.
Le 17 décembre 1953 est constituée la municipalité de la ville de Saint-Martin par détachement de celle de la paroisse Saint-Martin. 
Le 11 février 1959 la municipalité de la paroisse de Saint-Martin adopte le nom de Renaud,. Renaud connait deux maires : Godefroy Chabot et Émile Demers.
Le 24 mars 1961 les municipalités de L'Abord-à-Plouffe, Saint-Martin et Renaud sont regroupées sous le nom de Chomedey.

## Le quartier
Aujourd'hui, le quartier Renaud de la ville de Laval est délimité au nord-ouest par Fabreville, au nord par Sainte-Rose et Vimont, au nord-est par Pont-Viau, au sud-est par Laval-des-Rapides, au sud-ouest par L'Abord-à-Plouffe et à l'ouest par l'ancienne cité de Saint-Martin.
Le quartier est divisé en trois, par la voie ferrée du CP et l'autoroute des Laurentides. On appelle la partie est «Place Renaud» et la partie centrale «Domaine Renaud». Dans la partie ouest se situe le Carrefour Laval, le troisième plus grand centre commercial du Québec. Dans la partie nord se trouve le nouveau «centre-ville» de Laval: Centropolis.